# WS005IN
nico. （ニコ、型番:WS005IN）とは、ウィルコム向けに供給されたW-SIMに対応したネットインデックス（当時。現ネクス）製のPHS音声端末である。ペットネームであるnico.はnice communicationの略とされる。
後継機種として、赤外線通信機能を搭載したnico+（ニコプラス）、安心だフォンのnico♥（ニコハート）があり（型番は同じWS005IN）、この項では両機種についても合わせて述べる。

## 概要

### 共通事項
数量限定販売だったWS001IN "TT" の後継機と見られ、メニューなどのインターフェイスは"TT"を踏襲している。
マーブルチョコをイメージしたシンプルなデザインのストレート型端末で、音声通話とメールに特化しており、ウェブブラウザもカメラも搭載されていない。USB端子は充電用で、モデム機能などは搭載されていない。
Eメールの送受信には、AIR-EDGE以前の機種で一般的だったエッジeメール機能を使っているが、2014年3月31日をもって「H”LINKサービス」が終了したため、同年4月1日以降は当端末でのEメールの送受信・オンラインサインアップが不可能になった（ライトメールは使用可能）。エッジeメールを使用しているため、送受信が速い、他機種からW-SIMを差し替える際にオンラインサインアップ不要などのメリットがあった。その反面、メールを自動受信する設定にしておくと、設定の如何に関わらず受信と同時にサーバーから削除されるため、他のW-SIM機と併用している等の理由から、サーバーにメールを残しておきたい場合、自動受信をオフにせねばならなかった。

### nico.
2006年7月13日に販売開始。標準ラインナップとしてブルー、グリーン、イエロー、ピンク、チョコの5色が発表され、その後医療福祉機関向けとして抗菌加工が施されたグレー抗菌モデルが2006年11月に追加発売された。さらにはW-SIM対応機の特徴である少数ロットでの生産が可能である利点を活かし、様々なコラボレーションモデルが発売されている（後述）。

### nico+
赤外線通信機能や海外ローミング（ベトナムは不可）などを追加したモデルで、日本工業規格「JIS Z 2801」準拠の抗菌加工を採用している。型番は変わらずWS005IN。
2007年12月6日から順次発売が開始され、ソーダブルー、メロングリーン、シトラスオレンジ、ピーチピンク（翌年1月10日発売）、レモンイエロー（同）、セサミグレー（同1月17日発売）の6色がラインナップされている。デザインは、nico.（ボディは白で、キーの色が異なる）とは逆で、ボディ色が異なり、キーは各色共通して白。また原色を使ったnico.と異なり、パステル調のボディカラーとなっている。
その他の機能に変化はないが、ハードウェアのつくりが一部異なるため、電池パックなどもそれぞれ違うものとなっている。

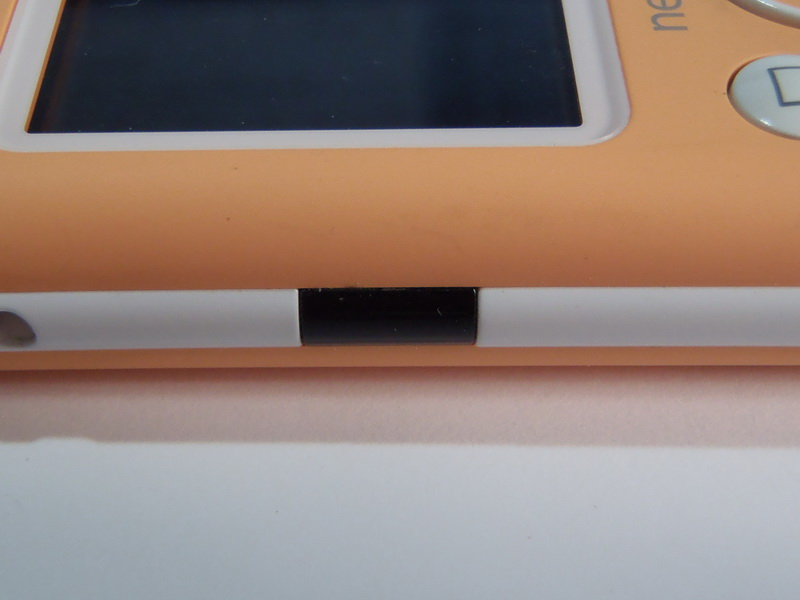
赤外線ポート (nico+)
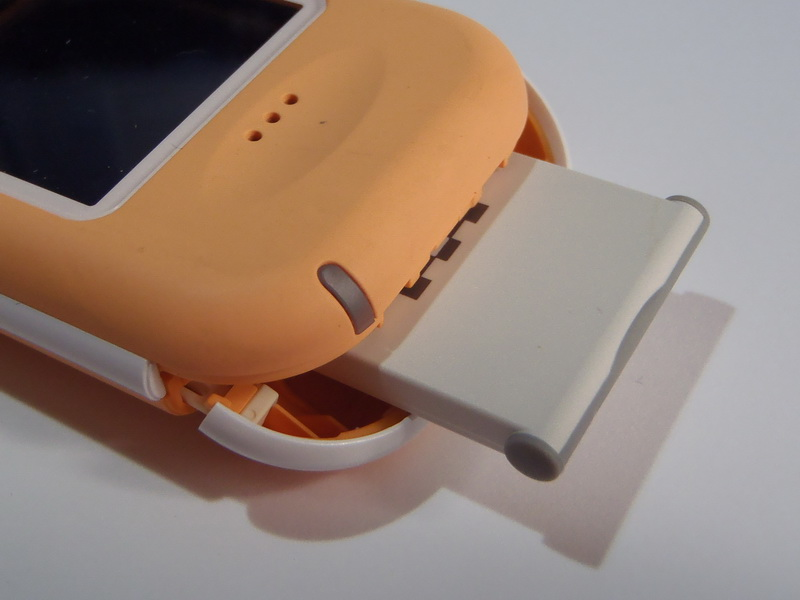
W-SIM対応

### nico♥
2009年7月3日に発売開始。nico+同様型番の変更はない。カラーはホワイトピンク、ホワイトブルーの2色。
nico+をベースとした機種ではあるが、子ども向けとして通話先を制限した「安心だフォン」向け製品。Eメール機能が削除され、契約プランに関わらず発信先電話番号が3つに限定される。契約可能プランは「通話相手先限定」と「定額プランS」。「定額プランS」で契約した場合は契約者（子供の保護者）が自分で3つの電話番号を登録・変更できる。着信は契約者（子供の保護者）が事前に登録した電話番号（最大700）からのみ可能。それ以外の着信は無視される。

## 特殊モデル
いずれもnico.をベースとしている。
- エイデンオリジナル ドラゴンズモデル

中日ドラゴンズオリジナルモデルとしてエイデン限定で2006年9月より販売開始された。 着信メロディに「燃えよドラゴンズ!」を収録。
- ビックカメラオリジナルモデル/ヨドバシカメラオリジナルモデル

オリジナルカラーモデルとして数量限定でビックカメラ、ヨドバシカメラ各販売店から2006年11月より販売。
- ベネトンコラボレーションモデル

背面にベネトンのロゴが入れられ、ピーコックブルー、フューシャピンクの2色が2007年2月より販売。
- nico.neco（ニコネコ）

インデックス・ホールディングス、タカラトミーと共同でマーケティング、デザイン、開発された。端末上部や待受画像に子猫のオリジナルキャラクターを加え、特製ストラップを同梱。着信メロディには「猫踏んじゃった」をベースに様々なアレンジを加えたオリジナル楽曲が収録されている。2007年2月発売。
- nico.Marble（ニコマーブル）

通常は単色であるnico.のキーを、5色とした製品。グッドデザインエキスポ2008で展示された後、2008年10月6日に、ウィルコムストアにて10台限定で販売された。